# 팀 코머퍼드
티머시 코머퍼드(영어: Timothy Commerford, 1968년 2월 26일 ~ )는 미국의 음악가로, 록 밴드 레이지 어게인스트 더 머신, 슈퍼그룹 오디오슬레이브, 프로펫츠 오브 레이지에서 베이시스트이자 백업 보컬로 가장 잘 알려져 있다. 2013년과 2015년부터 각각 퓨처 유저와 와크랫 밴드의 리드 싱어 겸 베이시스트로도 활동하고 있다.
2014년, 《페이스트》 매거진이 선정한 "가장 과소평가된 베이시스트 20인" 목록에서 8위를 차지하였다.

## 어린 시절
코머퍼드는 1968년 2월 26일, 캘리포니아주 어바인에서 태어났다. 어렸을 때 러시, 진 시몬스, 시드 비셔스, 스티브 해리스, 게디 리의 팬이었다.

## 음반 목록

### 레이지 어게인스트 더 머신
- 《Rage Against the Machine》 (1992년)
- 《Evil Empire》 (1996년)
- 《The Battle of Los Angeles》 (1999년)
- 《Renegades》 (2000년)

### 오디오슬레이브
- 《Audioslave》 (2002년)
- 《Out of Exile》 (2005년)
- 《Revelations》 (2006년)